# فيكتور ريبنجويك
فيكتور ريبنجويك (بالرومانية: Victor Rebengiuc)‏ هو ممثل روماني، ولد في 10 فبراير 1933 ببوخارست في رومانيا.

## وصلات خارجية
- فيكتور ريبنجويك على موقع IMDb (الإنجليزية)
- فيكتور ريبنجويك على موقع قاعدة بيانات الأفلام العربية
- فيكتور ريبنجويك على موقع ألو سيني (الفرنسية)
- فيكتور ريبنجويك على موقع أول موفي (الإنجليزية)
- فيكتور ريبنجويك على موقع قاعدة بيانات الفيلم (الإنجليزية)
- فيكتور ريبنجويك على موقع كينوبويسك (الروسية)